# Goodyera hachijoensis
Goodyera hachijoensis là một loài thực vật có hoa trong họ Lan. Loài này được Yatabe mô tả khoa học đầu tiên năm 1891.